# John Katko
John Michael Katko (ur. 9 listopada 1962) – amerykański polityk, członek Partii Republikańskiej i kongresman ze stanu Nowy Jork (w latach 2015-2023).